# Власть первого
«Власть первого» — российский фильм 1916 года. Вышел на экраны 13 ноября 1917 года. Не сохранился.

## Сюжет
Герой пишет учёный труд на тему «Власть первого любовника для женщины»; от произведённых над ней «экспериментов» героиня погибает.

## В ролях
- С. Тарасов — профессор Рогнедов
- Владимир Максимов — Леонид Лабенский, его ассистент
- Вера Барановская — Ира Катаева